# Sodró Eliza
Sodró Eliza (Budapest, 1990. december 17. –) Junior Prima díjas magyar színésznő.

## Élete és pályafutása
1990-ben született, gyermekkorát Pilisvörösváron töltötte, német nemzetiségi általános iskolába járt. Hét évig tanult hegedülni. 2005-2009 között a budapesti Vörösmarty Mihály Gimnázium tanulója volt, drámatagozaton. Az érettségi után egy évet Berlinben élt.
2010-2015 között a Kaposvári Egyetem színművész hallgatója volt, Réthly Attila osztályában. Egyetemi gyakorlatát a szombathelyi Weöres Sándor Színházban töltötte, melynek tagja lett a 2015-2016-os évadra. 2016-tól a Radnóti Színház tagja.

## Magánélete
Vőlegénye 2021 óta Rusznák András színész.

## Színházi szerepei
- Kizárólag az utókor számára - Janikovszky Éva (6szin)
- Cordelia O’Neill: Bármi lehetséges, ha elég erősen gondolsz rá - Alex (Loupe Színházi Társulás)
- Morgan Lloyd Malcolm: Darázs - Carla (Centrál Színház)
- August Strindberg: A pelikán - Gerda (Radnóti Színház)
- Bernard Shaw: A szerelmesek házai[9] - Blanche, Sartorius lánya (Radnóti Színház)
- Závada Pál regényét színpadra alkalmazta Mohácsi István és Mohácsi János: Egy piaci nap - Közreműködő (Radnóti Színház)
- Branden Jacobs-Jenkins: Gloria - Kendra/Jenna (Radnóti Tesla Labor)
- Shakespeare: III. Richárd - Közreműködő (Radnóti Színház mögötti építkezés miatt jelenleg az előadás a József Attila Színházban látható)
- Székely Csaba: 10 - VI. (Radnóti Színház)
- Ken Kesey Száll a kakukk fészkére című regénye alapján - Dale Wasserman: Kakukkfészek - Pilbow nővér (Radnóti Színház)
- Feridun Zaimoğlu – Günter Senkel – Luk Perceval: MOLIÈRE – the passion - Céliméne (Radnóti Színház)
- Szövegséták Esterházyval - Közreműködő (Radnóti Színház)
- Wajdi Mouawad: Futótűz – Antoine | Katona 2. (Radnóti Színház mögötti építkezés miatt jelenleg az előadás az Ódry Színpadon látható)
- Michael Ende – Kárpáti Péter: Ofélia árnyszínháza – Eliza (Radnóti Színház, 2016.)
- Csiky Gergely után Mohácsi István – Mohácsi János: Buborékok – Aranka (szerepátvétel)
- Bulgakov Vecsei átiratban: Iván, a rettenet – Olga Nyaleszkaja logopédusz / cárné (Radnóti Színház, 2016.)
- Goldoni: Terecske – Gasparina (Kőszegi Várszínház, 2016.)
- Tóth Ede: A falu rossza – Bátki Tercsi (Szombathelyi Weöres Sándor Színház 2016.)
- Robert Thomas: Nyolc nő – Catherine (Szombathelyi Weöres Sándor Színház 2016.)
- Hugo: A király mulat – Blanka (Szombathelyi Weöres Sándor Színház 2015.)
- Presser – Sztevanovity Dusán – Horváth P: A padlás – Süni (Szombathelyi Weöres Sándor Színház 2015.)
- Shakespeare: Hamlet – Ophelia (Szombathelyi Weöres Sándor Színház 2015.)
- Az a skót darab – Hecate (Jurányi Produkciós Közösségi Inkubátorház, 2015.)
- Wedekind: projekt_LULU – Lulu (Manna Produkció, 2015.)
- Shakespeare: Lear király – Cordelia (Radnóti Színház, 2015.)
- Kipling – Dés – Geszti – Békés: A dzsungel könyve – Túna (Szombathelyi Weöres Sándor Színház 2014.)
- Eugène Labiche: Olasz szalmakalap – Heléne (Szombathelyi Weöres Sándor Színház 2014.)
- Ion Luca Caragiale: Zűrzavaros éjszaka – Zita (Szombathelyi Weöres Sándor Színház 2014.) Czukor Balázs – Khaled-Abdo Szaida: Cudar világ – Rolla (Szombathelyi Weöres Sándor Színház 2014.)
- Weöres Sándor: Szent György és a Sárkány – Isbel hercegnő (Szombathelyi Weöres Sándor Színház 2013.)
- Stephen Sondheim: Félúton a Fórum felé – Philia (Szombathelyi Weöres Sándor Színház 2013.)
- Shakespeare – Benkó Bence – Fábián Péter: Viharok – Miranda (k2 társulat, 2013.)
- John Kander – Fred Ebb: Cabaret (avagy az elveszettek) – Sally Bowles (Kaposvári Egyetem 2013.)
- Móra Ferenc – Fábri Zoltán – Deres Péter: Hannibál tanár úr – Kati (Kaposvári Csiky Gergely Színház, 2013.)
- A.P. Csehov: Sirály – A. Csehov árnyékában – Nyina (Dunaújvárosi Bartók Kamaraszínház és Művészetek Háza, 2013.)
- F. Kafka – Bodó Viktor – Vinnai András – Benkó Bence – Fábián Péter: Morgenstern halála –Olga, Pepi, Mici, Giza, Kicsi nő (k2 társulat, 2012.)
- Benkó Bence – Fábián Péter: Azt a csöndet nem tudjuk eljátszani – Krateyl Leila (k2 társulat 2012.)
- Euripidész – Benkó Bence – Fábián Péter: Volt egyszer egy Helené – Kar (Kaposvári Csiky Gergely Színház 2012.)

## Filmszerepei
- Rokonok (2006) - Julis
- Az ajtó (2012)
- Két szék között (2015)
- Egynyári kaland (2017) - Katarina
- Tóth János (2018–2019) - Szilvi
- Foglyok (2019) - Sára
- Lepkelány (2019)
- A mi kis falunk (2020–) - Varga Sarolta "Saci"
- Toxikoma (2021) - Lili
- Bűnös város (2021)
- Rengeteg – Mindenhol látlak (2021)
- Kék róka (2022) - Alíz
- Magyarázat mindenre (2023) - Dorka
- Valami Amerika (2023) - Jázmin
- És mi van Tomival? (2024) - Dóri
- Minden rendben (2025)

## Szinkron

### Film
| Cím                                      | Szerep                        | Színész 12                  |
| ---------------------------------------- | ----------------------------- | --------------------------- |
| Hódító 1720                              | Benedicte Schackkenborg       | Marie Hammer Boda           |
| Az ígéret                                | Maral                         | Angela Sarafyan             |
| Julieta                                  | Julieta Joven                 | Adriana Ugarte              |
| Katwe királynője                         | Phiona Mutesi                 | Madina Nalwanga             |
| A párterápia                             | Lola                          | Alia Shawkat                |
| Ben Hall legendája                       | Biddy Hall                    | Joanne Dobbin               |
| Szárnyas fejvadász 2049                  | Joi                           | Ana de Armas                |
| Bosszúvágy                               | Sophie                        | Stephanie Janusauskas       |
| Cameron Post rossz nevelése              | Erin                          | Emily Skeggs                |
| Colette                                  | Meg                           | Shannon Tarbet              |
| Hotel Mumbai                             | Sally                         | Tilda Cobham-Hervey         |
| Isten hozott Marwenben                   | Carlala                       | Eiza González               |
| Nyúl Péter                               | Tapsi (hangja)                | Margot Robbie               |
| Az utolsó pogány király                  | Fenne                         | Lisa Smit                   |
| Addams Family - A galád család           | Bethany (hangja)              | Chelsea Frei                |
| Amit nem akarsz tudni a szüleidről       | Jessie                        | Olivia Luccardi             |
| Dóra és az elveszett Aranyváros          | Sammy                         | Madeleine Madden            |
| Éretlenségi                              | Sárga Angyal                  | Molly Gordon                |
| Mami                                     | Sue Ann fiatalon              | Kyanna Simone Simpson       |
| Pénzmosó                                 | Simone                        | Jessica Allain              |
| Shazam!                                  | Mary Bromfield Szuperhős Mary | Grace Fulton Michelle Borth |
| Volt egyszer egy... Hollywood            | Sadie                         | Mikey Madison               |
| Zombieland 2. - A második lövés          | Madison                       | Zoey Deutch                 |
| Árok                                     | Emily Haversham               | Jessica Henwick             |
| A bébiszitter – A kárhozottak királynője | Bumm Bumm                     | Jennifer Foster             |
| Bűvölet - Az örökség                     | Frankie                       | Gideon Adlon                |
| Emma.                                    | Emma Woodhouse                | Anya Taylor-Joy             |
| Hotel Belgrád                            | Vedrana                       | Jelisaveta Orasanin         |
| Kőgazdag                                 | Old Dolio                     | Evan Rachel Wood            |
| Ragadozó madarak                         | Erika                         | Bojana Novakovic            |
| A szerelem kémiája                       | Cora Hernandez                | Coral Pena                  |
| Tenet                                    | Barbara                       | Clémence Poésy              |
| A félelem utcája 2. rész: 1978           | Alice                         | Ryan Simpkins               |
| A látszat ára                            | Clare                         | Ruth Negga                  |
| Licorice Pizza                           | Alana                         | Alana Haim                  |
| Mátrix - Feltámadások                    | Bugs                          | Jessica Henwick             |
| Nyúl Péter 2. – Nyúlcipő                 | Tapsi (hangja)                | Margot Robbie               |
| Párhuzamos anyák                         | Ana                           | Milena Smit                 |
| Tom és Jerry (2021)                      | Joy, a londiner               | Patsy Ferran                |
| Amszterdam                               | Libby Voze                    | Anya Taylor-Joy             |
| Lady Chatterley szeretője                | Connie Reid                   | Emma Corrin                 |
| A menü                                   | Margot                        | Anya Taylor-Joy             |
| Minden, mindenhol, mindenkor             | Becky Sregor                  | Tallie Medel                |
| A sziget szellemei                       | Siobhán Súilleabháin          | Kerry Condon                |
| Végre valami jó                          | Karla                         | Karoline Herfurth           |
| A bérgyilkos                             | Kurátor                       | Andrea Lareo                |
| Ehrengard - Egy csábítás története       | Ehrengard                     | Alice Bier Zanden           |
| Követés                                  | Josefin                       | Sofia Kappel                |
| Meg 2. - Az árok                         | Sal                           | Kiran Sonia Sawar           |
| A pápa ördögűzője                        | Rosaria                       | Bianca Bardoe               |
| Shazam! Az istenek haragja               | Mary Bromfield                | Grace Fulton                |
| A csapda                                 | Lady Raven                    | Saleka Shyamalan            |
| Deadpool & Rozsomák                      | Cassandra Nova                | Emma Corrin                 |
| Az első ómen                             | Anjelica nővér                | Ishtar Currie-Wilson        |
| Furiosa - Történet a Mad Maxből          | Furiosa                       | Anya Taylor-Joy             |
| Interjú a herceggel                      | Rebecca                       | Aoife Hinds                 |
| Kettes számú esküdt                      | Allison Crewson               | Zoey Deutch                 |
| Motorosok                                | Kathy                         | Jodie Cormer                |
| A nevem Loh Kiwan                        | Marie                         | Choi Sung-eun               |
| A pusztaság vadászai                     | Han Szuna                     | No Jeong-ee                 |
| Sowetói románcok                         | Keiz                          | Didintle Khunou             |
| Szerencsés nyertesek                     | Julie                         | Pauline Clément             |
| 28 évvel később                          | Isla                          | Jodie Comer                 |
| Mickey 17                                | Kai Katz                      | Anamaria Vartolomei         |

### Sorozatok
| Cím                                             | Szerep                                                                      | Színész                  |
| ----------------------------------------------- | --------------------------------------------------------------------------- | ------------------------ |
| Twin Peaks (3. szinkron)                        | Lucy Moran                                                                  | Kimmy Robertson          |
| Fekete tó                                       | Elin                                                                        | Anna Åström              |
| Félig üres 1 epizód (9. évad, 7. rész: Namaste) | Tina                                                                        | Alison Becker            |
| Fekete tükör                                    | Dorothy (7. évad, 3. rész: Hotel Reverie) Kalauz (7. évad, 5. rész: Eulogy) | Emma Corrin Patsy Ferran |
| A sárkányherceg                                 | Claudia (hangja)                                                            | Racquel Belmonte         |
| Csodatévők                                      | Laura                                                                       | Sasha Compére            |
| A fiúk                                          | Ashley Barett                                                               | Colby Minifie            |
| Fosse/Verdon                                    | Ann Reinking                                                                | Margaret Qualley         |
| Harcos                                          | Mai Ling                                                                    | Dianne Doan              |
| Szexoktatás                                     | Lily Iglehart                                                               | Tanya Reynolds           |
| A Bridgerton család                             | Penelope Featherington                                                      | Nicola Coughlan          |
| Vér és víz                                      | Zama Bolton                                                                 | Cindy Mahlangu           |
| Kung Fu                                         | Nicky Shen                                                                  | Olivia Liang             |
| Shadow and Bone – Árnyék és csont               | Zoya                                                                        | Sujaya Dasgupta          |
| A Sólyom és a Tél Katonája                      | Karli Morgenthau                                                            | Erin Kellyman            |
| A 81-es számú archívum                          | Melody Pendras                                                              | Dina Shihabi             |
| A Gyűrűk Ura: A hatalom gyűrűi                  | Poppy                                                                       | Megan Richards           |
| Star Trek: Különös új világok                   | Christine Chapel nővér                                                      | Jess Bush                |
| Berlin                                          | Keila                                                                       | Michelle Jenner          |
| A lány a maszk mögött                           | Ju Szángszun                                                                | Aria Song                |
| Nem mind arany                                  | Anouk                                                                       | Manouk Pluis             |
| Almaecet                                        | Lucy                                                                        | Tilda Cobham-Hervey      |
| Otthonunk                                       | Aicha                                                                       | Sara Fanta Traore        |

## Díjai és kitüntetései
- POSZT  – A legjobb 30 év alatti színésznő (2017)[10] (A falu rossza)
- POSZT – A színészzsűri különdíja a legjobb női alakításért (2019) (Székely Csaba: 10)
- Színikritikusok Díja – A legígéretesebb pályakezdő (2018)
- Magyar Filmdíj (2020) – Legjobb női főszereplő (tévéfilm)[11]  ( A Foglyok )
- Junior Prima díj (2020)[12]
- Arany Medál díj (2023)
- Budapestért-díj (2024)[13]